# Fürst von Asturien

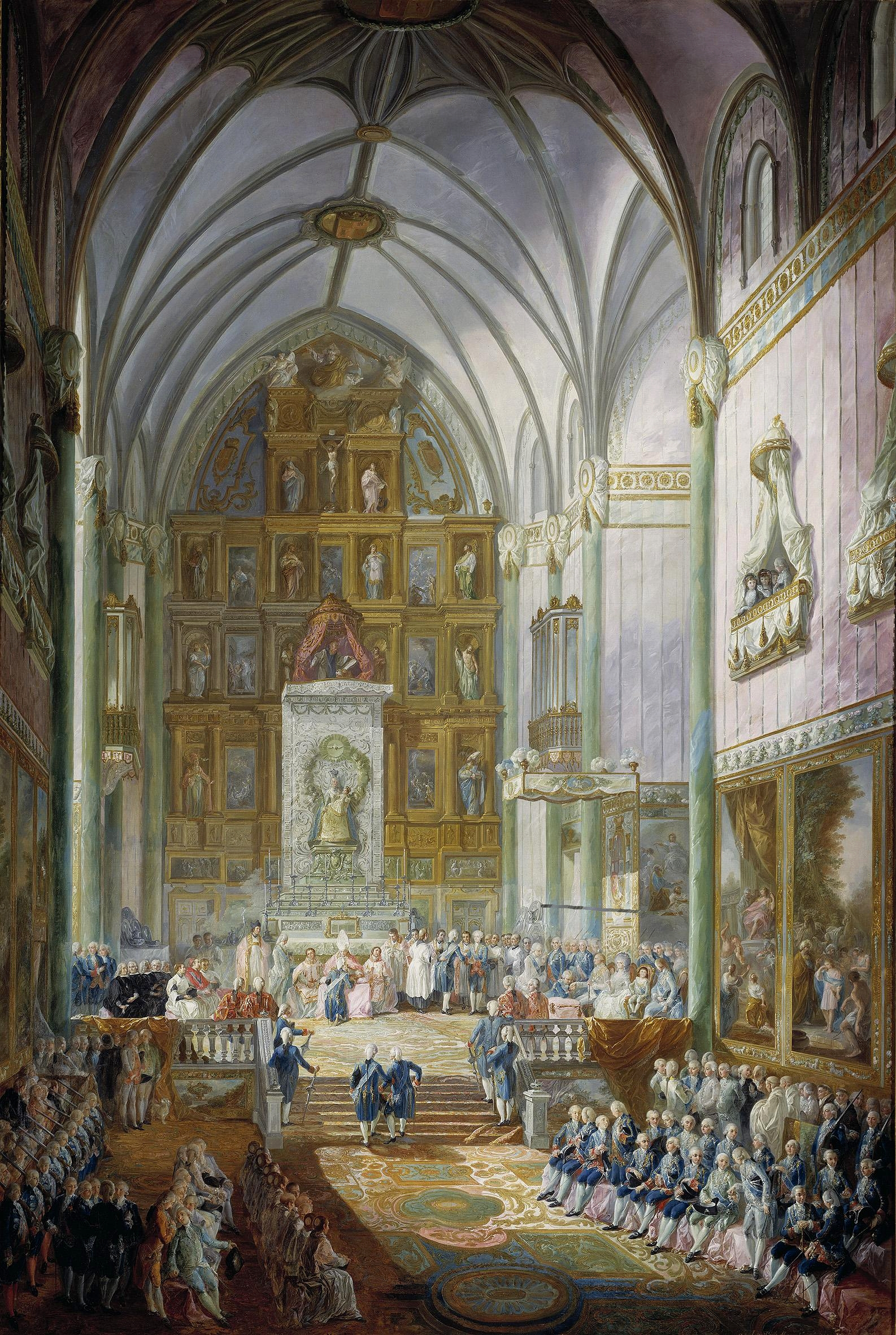
Vereidigung der Cortes auf den Infanten Ferdinand als Fürst von Asturien im Jahr 1789

Fürst von Asturien (Príncipe de Asturias) ist seit 1388 einer der offiziellen Titel des jeweiligen Thronfolgers von Kastilien. Nach der Vereinigung der Königreiche Kastilien und Aragonien zum Königreich Spanien um die Wende zum 16. Jahrhundert ging der Titel auf den jeweiligen spanischen Kronprinzen über. Seit 1529 tragen die Fürsten von Asturien meist auch den Titel Fürst von Girona als Thronfolger der Krone von Aragonien und Fürst von Viana als Thronfolger im Königreich Navarra.
Gegenwärtige Trägerin ist Leonor de Borbón y Ortiz, die älteste Tochter von König Felipe VI.

## Herkunft und Bedeutung
Der Titel bezieht sich nicht nur auf das 1388 von König Johann I. zur materiellen Versorgung des Thronfolgers errichtete Fürstentum Asturien, sondern beinhaltet zugleich eine beabsichtigte historische Reminiszenz an das frühere Königreich Asturien, das der ab 711 einsetzenden arabischen Eroberung der iberischen Halbinsel getrotzt hatte und den christlich-westgotischen Bewohnern als letzte Rückzugsbasis verblieben war und das darum als Keimzelle der Reconquista angesehen wurde. Das alte Königreich Asturien bzw. Asturien-León war im 13. Jahrhundert im Königreich Kastilien aufgegangen. Indem die kastilischen Herrscher ihren Thronfolgern daher den Titel eines Fürsten von Asturien verliehen, beschworen sie den traditionellen Geist des christlichen Widerstandes gegen das muslimische Al-Andalus, dessen Rückeroberung erst mit der Einnahme von Granada im Jahr 1492 abgeschlossen wurde.
Der Titel eines Fürsten von Asturien hat alle politischen und staatsrechtlichen Umwälzungen in Spanien überlebt und wird nach der Unterbrechung durch die Zweite Republik und die Franco-Diktatur seit 1977 wieder vom spanischen Kronprinzen getragen.
Nach der heutigen Rechtslage trägt der Thronfolger, gemäß Artikel 2 des Königlichen Dekrets Nr. 1368/1987 vom 6. November 1987, den Titel von Geburt an bzw. von dem Moment an, in welchem er Thronfolger wird.
Früher wurde die Verleihung des Titels mit einer großen Zeremonie während einer Sitzung der Cortes gefeiert. Dabei schworen die Cortes den Thronfolger später als König anzuerkennen und der Thronfolger (so er dazu schon selber in der Lage war) schwor, die alten Gesetze zu befolgen und seinem Vater Treue zu bewahren. Gemäß der aktuellen Verfassung schwört der Principe de Asturias bei Erreichen der Volljährigkeit vor den versammelten Mitgliedern beider Häuser der Cortes Generales, seine Aufgaben getreulich zu erfüllen, die Verfassung und die Gesetze zu beachten, die Rechte der Bürger und der Regionen zu wahren sowie Treue gegenüber dem König.

## Rechtsstellung, Anrede, Bezeichnung, Übersetzung
Der Titel Príncipe de Asturias steht dem Thronfolger aufgrund des Artikels 57 Abs. 2 der spanischen Verfassung vom 27. Dezember 1978 von Geburt bzw. Erlangung der ersten Stelle in der Thronfolge an von Rechts wegen zu.
Eine Thronfolgerin sowie die Ehefrau eines Thronfolgers führen gemäß Artikel 2 des Königlichen Dekrets Nr. 1368/1987 vom 6. November 1987 über das Wesen der Titel, Anreden und Ehren der Königlichen Familie den Titel Princesa de Asturias. Der Ehemann einer Thronfolgerin trägt nach derselben Vorschrift ebenfalls den Titel Príncipe de Asturias. Dem Thronfolgerpaar gebührt die Anrede Alteza Real (Königliche Hoheit).
Im Falle, dass der König nicht zur Führung der Amtsgeschäfte in der Lage ist und dies von den Cortes Generales festgestellt wird, übernimmt nach Art. 59.2 der Verfassung der Fürst von Asturien – falls er volljährig ist – die Regentschaft.
Das Wort Príncipe (von Lateinisch princeps, „der Erste“), das sowohl mit Prinz als auch mit Fürst ins Deutsche übersetzt werden kann, ist hier korrekterweise mit Fürst wiederzugeben. Allgemeinsprachlich hat sich allerdings die Bezeichnung Prinz von Asturien durchgesetzt, da im deutschen Sprachgebrauch die Kinder eines Monarchen oder Fürsten gewöhnlich als Prinzen bzw. Prinzessinnen bezeichnet werden und der Titel Príncipe de Asturias fest mit der Stellung des Kronprinzen verbunden ist, sodass sein Träger folglich immer auch Prinz von Spanien ist. Königskinder als solche werden in der spanischen Monarchie allerdings ohnehin nicht als „Prinzen“ (príncipe bzw. princesa), sondern als „Infanten“ (Infante bzw. Infanta) bezeichnet. Wiewohl also der spanische Thronfolger in der heutigen Autonomen Gemeinschaft „Fürstentum Asturien“ (Principado de Asturias) keine besondere verfassungsrechtliche Stellung innehat, ist die Übersetzung des Titels mit „Fürst von Asturien“ in Anbetracht des überkommenen territorialen Bezugs und des spanischen Wortgebrauchs als zutreffender anzusehen (ein ähnliches Phänomen findet sich bei dem Titel Prince of Wales in Bezug auf das britische Königshaus).

## Liste der Fürsten von Asturien
In dieser Liste sind die durch die carlistischen Thronprätendenten benannten Personen nicht genannt. Auch die Personen, die in der Thronfolge an der ersten Stelle standen, ohne dass eine offizielle Proklamation zum Thronfolger stattfand, fehlen in der folgenden Aufzählung. Es sind dies Maria Teresa und Luisa Fernanda und Alfons von Bourbon-Sizilien. Die Römischen Zahlen weisen auf die Nummerierung der Königlichen Akademie für Heraldik und Genealogie aus dem Jahr 2004 hin.
|  | Name                                                           | Geburtsjahr | Titel von – bis | Grund für den Verlust des Titels               |
|  | I Heinrich von Trastámara und Barcelona                        | 1379        | 1388–1390       | König von Kastilien und León als Heinrich III. |
|  | II Maria von Trastámara und Lancaster                          | 1401        | 1402–1405       | Geburt des Bruders Johann                      |
|  | III Johann von Trastámara und Lancaster                        | 1405        | 1405–1406       | König von Kastilien und León als Johann II.    |
|  | IV Katharina von Trastámar und Trastámara                      | 1422        | 1422–1424       | gestorben                                      |
|  | V Heinrich von Trastámar und Trastámara                        | 1425        | 1425–1454       | König von Kastilien und León als Heinrich IV.  |
|  | VI Johanna von Trastámar und Avis                              | 1462        | 1462–1464       | Neuregelung der Thronfolge                     |
|  | VII Alfons von Trastámar und Avis                              | 1453        | 1464–1468       | gestorben                                      |
|  | VIII Isabella von Trastámar und Avis                           | 1451        | 1468–1474       | Königin von Kastilien und León als Isabella I. |
|  | IX Isabella von Trastámara und Trastámara                      | 1470        | 1476–1478, 1498 | Geburt des Bruders Johann, gestorben           |
|  | X Johann von Trastámara und Trastámara                         | 1478        | 1478–1497       | gestorben                                      |
|  | XI Michael von Avis und Trastámar                              | 1498        | 1499–1500       | gestorben                                      |
|  | XII Johanna von Trastámara und Trastámara                      | 1479        | 1502–1504       | Königin von Kastilien und León als Johanna I.  |
|  | XIII Karl von Österreich und Trastámara                        | 1500        | 1506–1516       | König von Spanien als Karl I.                  |
|  | XIV Philipp von Österreich und Avis                            | 1527        | 1528–1556       | König von Spanien als Philipp II.              |
|  | XV Karl von Österreich und Avis                                | 1545        | 1560–1568       | gestorben                                      |
|  | XVI Ferdinand von Österreich und Österreich                    | 1571        | 1573–1578       | gestorben                                      |
|  | XVII Diego von Österreich und Österreich                       | 1575        | 1580–1582       | gestorben                                      |
|  | XVIII Philipp von Österreich und Österreich                    | 1578        | 1584–1598       | König von Spanien als Philipp III.             |
|  | XIX Philipp von Österreich und Österreich-Steiermark           | 1605        | 1608–1621       | König von Spanien als Philipp IV.              |
|  | XX Baltasar Carlos von Österreich und Bourbon                  | 1629        | 1632–1646       | gestorben                                      |
|  | XXI Philipp Prospero von Österreich und Österreich             | 1657        | 1657–1661       | gestorben                                      |
|  | XXII Karl von Österreich und Österreich                        | 1661        | 1661–1665       | König von Spanien als Karl II.                 |
|  | XXIII Ludwig von Bourbon und Savoyen                           | 1707        | 1709–1724       | König von Spanien als Ludwig I.                |
|  | XXIV Ferdinand von Bourbon und Savoyen                         | 1713        | 1724–1746       | König von Spanien als Ferdinand VI.            |
|  | XXV Karl von Bourbon und Sachsen                               | 1748        | 1760–1788       | König von Spanien als Karl IV.                 |
|  | XXVI Ferdinand von Bourbon und Bourbon-Parma                   | 1784        | 1789–1808       | König von Spanien als Ferdinand VII.           |
|  | XXVII Isabella von Bourbon und Bourbon-Neapel-Sizilien         | 1830        | 1833            | Königin von Spanien als Isabella II.           |
|  | XXVIII Isabella von Bourbon und Bourbon                        | 1851        | 1851–1857       | Geburt des Bruders Alfons                      |
|  | XXIX Alfons von Bourbon und Bourbon                            | 1857        | 1858–1870       | Thronverzicht seiner Mutter zu seinen Gunsten  |
|  | XXX Emanuel Philibert von Savoyen und del Pozzo                | 1869        | 1871–1873       | Thronverzicht seines Vaters                    |
|  | XXVIII Isabella von Bourbon und Bourbon                        | 1851        | 1875–1880       | Geburt der Nichte Maria de las Mercedes        |
|  | XXXI Maria de las Mercedes von Bourbon und Habsburg-Lothringen | 1880        | 1881–1904       | gestorben                                      |
|  | XXXII Alfons von Bourbon und Battenberg                        | 1907        | 1907–1933       | Verzicht auf seine Rechte                      |
|  | XXXIII Juan von Bourbon und Battenberg                         | 1913        | 1933–1941       | Inhaber des Titels ohne offizielle Anerkennung |
|  | XXXIV Juan Carlos von Bourbon und Bourbon-Neapel-Sizilien      | 1938        | 1941–1975       | König von Spanien als Juan Carlos I.           |
|  | XXXV. Philipp von Bourbon und Griechenland                     | 1968        | 1977–2014       | König von Spanien als Felipe VI.               |
|  | XXXVI. Leonor von Bourbon und Ortiz                            | 2005        | seit 2014       |                                                |